# Suinoorda
Suinoorda és un gènere monotípic d'arnes de la família Crambidae. Conté només una espècie, Suinoorda maccabei, que es troba a les Bahames.